# Bolsa Boliviana de Valores
La Bolsa Boliviana de Valores (BBV) es la bolsa de valores y principal centro de operaciones bursátiles de Bolivia con sede en la ciudad de La Paz, sede de gobierno del país
La Bolsa Boliviana de Valores es una empresa privada, constituida como sociedad anónima y tiene como función principal, facilitar un espacio físico para la negociación de valores registrados en ella, actuar de intermediario en la venta de acciones y difundir información financiera en tiempo real.

## Historia
Fue fundada el 20 de octubre de 1976, e inició sus operaciones en 1989.